# Barong (couteau)
Pour les articles homonymes, voir Barong.

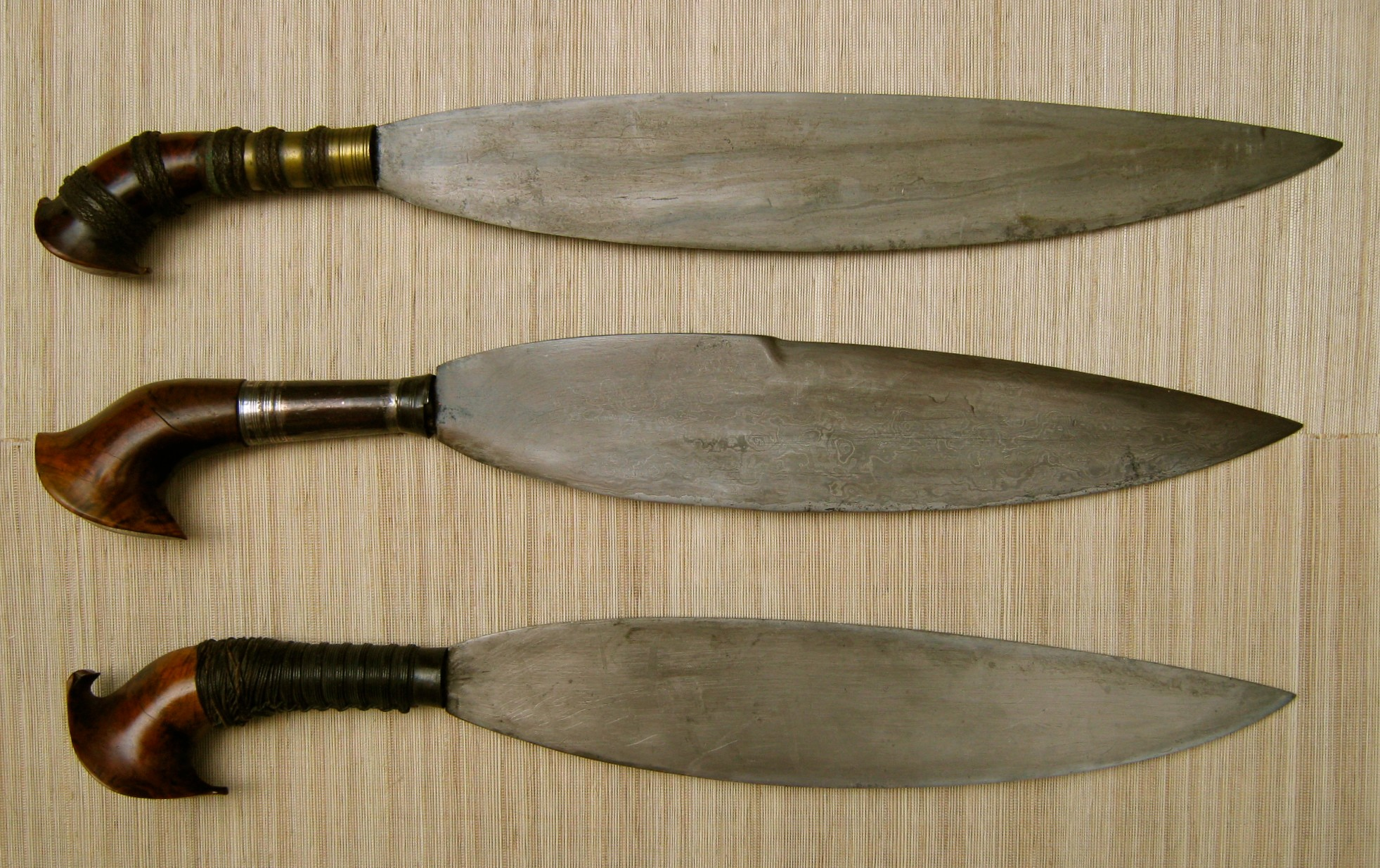
Barongs du XIXe siècle.

Le barong est un lourd couteau utilisé par des tribus musulmanes du sud des Philippines (Moros). Sa lame est en forme de feuille. Dans les modèles anciens, elle fait entre 20 et 56 cm de long.